# La ragazza del treno (romanzo)
La ragazza del treno (The Girl on the Train) è un romanzo thriller psicologico del 2015 scritto da Paula Hawkins.
Nel 2016 ne è stato tratto un film omonimo, interpretato da Emily Blunt.

## Storia editoriale
Poco dopo la sua pubblicazione è divenuto un best seller negli Stati Uniti e in Gran Bretagna, con oltre 3 milioni di copie vendute solo negli USA. Ha debuttato alla numero uno nella lista dei best seller del The New York Times, rimanendovi per 13 settimane.
Fino al 2015 Il romanzo era stato tradotto in 46 lingue, vendendo 23 milioni di copie in tutto il mondo. ed è stato pubblicato in Italia dalla casa editrice Edizioni Piemme.

## Trama
La storia è narrata dal punto di vista di tre donne: Rachel, Megan ed Anna.
Rachel Watson, 32 anni è una donna di Londra con seri problemi di alcolismo, causati dal fatto che non riesce ad accettare la fine del suo matrimonio con Tom, soprattutto da quando quest'ultimo ha sposato Anna, sua amante già da prima che si lasciassero. Frutto di questa unione è, inoltre, la nascita di una bambina, Evie, evento che acuisce il dolore di Rachel che non era riuscita ad avere figli. A causa del suo alcolismo è stata da poco licenziata, ciò nonostante continua a prendere il treno ogni mattina, fingendo di andare al lavoro per salvare le apparenze con l'amica Cathy, che la ospita in casa sua.
Durante i suoi quotidiani viaggi in treno, per sfuggire alla noia e alla solitudine, osserva la vita delle persone attraverso il finestrino. La sua attenzione si è focalizzata su di una coppia davanti alla cui casa passa ogni giorno e a cui ha dato i nomi fittizi di Jess e Jason, idealizzandoli come la "coppia perfetta". In realtà si chiamano Megan e Scott Hipwell e la loro esistenza non è così perfetta come sembra. Un giorno Rachel vede dal finestrino Megan con un altro uomo e pochi giorni dopo la donna scompare nel nulla. La notte della scomparsa di Megan coincide con la notte in cui Rachel aveva alzato troppo il gomito ed era rimasta ferita, momenti di cui ha solo vaghi e confusi ricordi. Pensando di essere coinvolta per qualche oscura ragione nella scomparsa di Megan, Rachel inizia ad indagare per conto suo, facendo salire a galla una verità sconcertante.  

## Opere derivate
I diritti del romanzo sono stati acquistati dalla DreamWorks SKG, che, nel 2016, ha prodotto una versione cinematografica della storia assieme alla Marc Platt Productions. La regia è stata affidata a Tate Taylor, mentre Emily Blunt ha ottenuto il ruolo di Rachel. Nonostante il libro sia ambientato presso la città di Londra, nell'adattamento cinematografico l'ambientazione è spostata negli Stati Uniti. Il film è stato distribuito nelle sale cinematografiche italiane a partire dal 3 novembre 2016.

## Edizioni
- (EN) Paula Hawkins, The Girl on the Train, 1ª ed., Penguin Publishing Group, 2015,  p. 336, ISBN 9781594633669.
- Paula Hawkins, La ragazza del treno, traduzione di Barbara Porteri, Piemme, 2015,  p. 312, ISBN 9788858513477.